# Mambrilla de Castrejón
Mambrilla de Castrejón – gmina w Hiszpanii, w prowincji Burgos, w Kastylii i León, o powierzchni 16,04 km². W 2011 roku gmina liczyła 107 mieszkańców.